# 松塔格
松塔格是奥地利福拉尔贝格州布卢登茨县的一个市镇。总面积81.58平方公里，总人口703人，人口密度8.6人/平方公里（2005年）。